# Уоррен, Сэмюэл Прауз
Сэмюэл Прауз Уоррен (англ. Samuel Prowse Warren; 18 февраля 1841, Монреаль — 7 октября 1915, Нью-Йорк) — американский органист, композитор и музыкальный педагог канадского происхождения.
Сын мастера-органостроителя Сэмюэла Рассела Уоррена, важнейшего изготовителя органов в Канаде. С 11 лет играл на органе, замещал отца в качестве органиста Американской пресвитерианской церкви в Монреале. В 1861—1864 годах учился в Берлине у Карла Августа Хаупта (орган), Густава Шумана (фортепиано) и Вильгельма Випрехта (теория).
Вернувшись в Новый Свет, уже в 1865 году покинул Канаду и обосновался в Нью-Йорке. Бо́льшую часть нью-йоркского периода жизни, в 1868—1894 годах (с перерывом в 1874—1876), Уоррен состоял органистом в епископальной Церкви Благодати на Манхэттене. Ввёл в практику еженедельные органные концерты в церкви, сам провёл более 230 концертов с самым широким органным репертуаром. Особое внимание уделял произведениям Йозефа Райнбергера и Шарля Мари Видора; дружил с Александром Гильманом. С 1895 года и до конца жизни был органистом Первой пресвитерианской церкви в городе Ист-Ориндж (штат Нью-Джерси). В 1896 году выступил соучредителем Американской гильдии органистов, с 1902 года почётный президент этой организации. Среди учеников Уоррена был Уилл Макфарлейн.
Уоррену принадлежит значительное количество различных сочинений, преимущественно органных, фортепианных, хоровых и вокальных, а также транскрипций произведений Людвига ван Бетховена, Роберта Шумана, Карла Марии Вебера и Рихарда Вагнера для органа. Он также редактировал собрание органных сочинений Феликса Мендельсона для издательства G. Schirmer (издано уже после смерти Уоррена в 1924 г.).